# Diccionario General de la Lengua Catalana

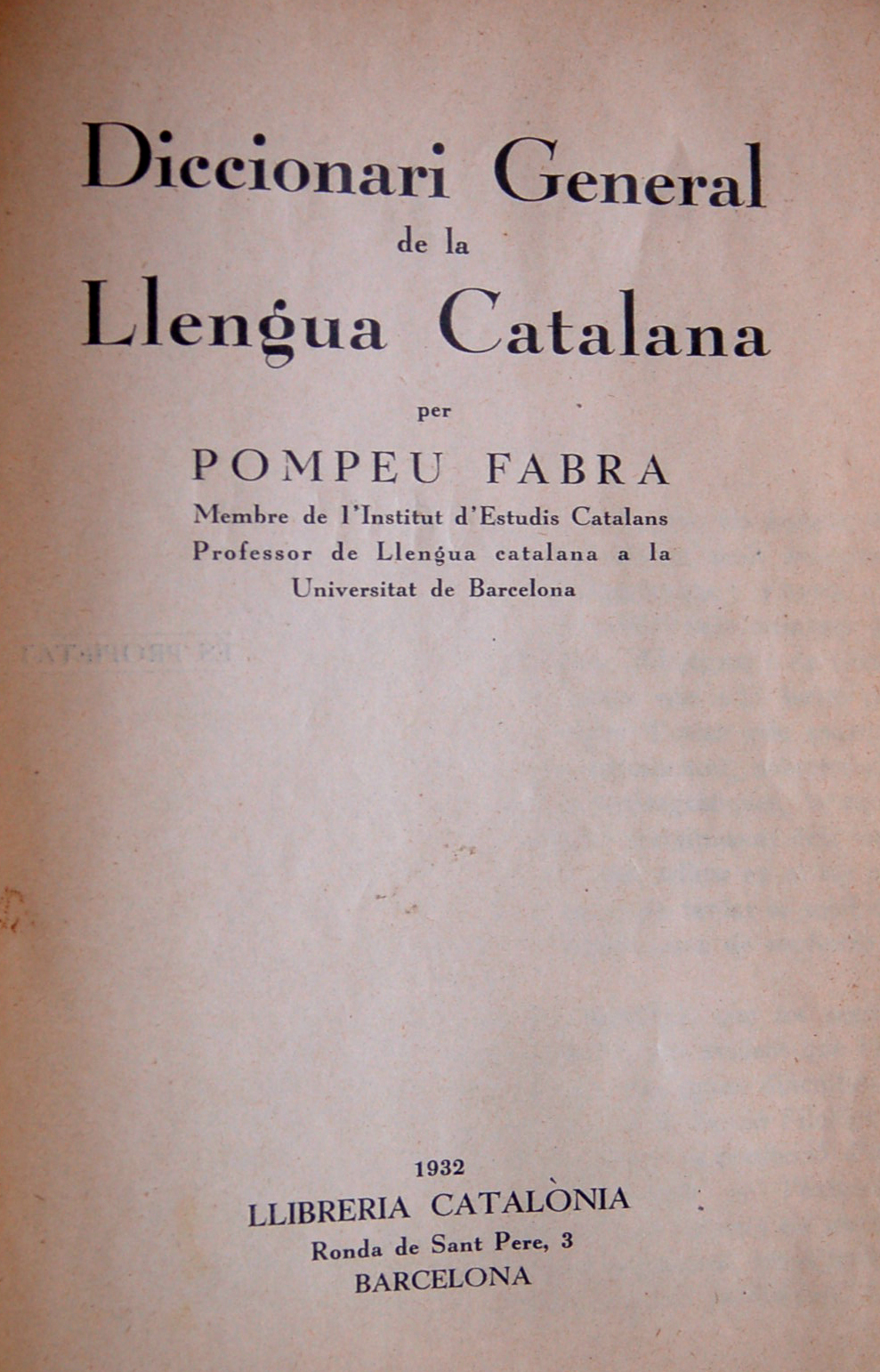
Primera edición.

El Diccionario General de la Lengua Catalana (DGLC) de Pompeu Fabra es un diccionario catalán, publicado por primera vez el año 1932.
Fue el diccionario normativo del catalán durante 63 años, hasta el 1995 que apareció la primera edición del Diccionario de la Lengua Catalana del IEC.

## Historia
El Instituto de Estudios Catalanes (IEC) quería crear un inventario lexicográfico oficial y encargó esta tarea a un pequeño equipo dirigido por Pompeu Fabra, quien ya había publicado un Diccionario ortográfico (1917) siguiendo las normas de la IEC, además de otras muchas obras de ordenamiento de la lengua catalana. 
Fue durante la época de la Dictadura de Primo de Rivera (1923-30) que Fabra redactó la obra. Dedicó seis años y apareció publicado como libro el año 1932. Primero apareció en forma de fascículos (y por subscripción) con un pie de imprenta de 1931. El 30 de noviembre de 1932 la Librería Catalònia (enlace roto disponible en Internet Archive; véase el historial, la primera versión y la última). publicó la edición en libro. El verdadero responsable de la edición fue Antoni López Llausàs. El 4 de febrero de 1939, en medio del clima de represión del catalán, las planchas originales del diccionario, así como los remanentes editoriales, fueron destruidos por el ejército franquista. La segunda edición no se haría hasta el año 1954 (muerto ya Fabra), y censurada. Se publicaron 32 ediciones diferentes hasta el año 1994.

## Descripción
Fabra aplicó un método científico riguroso que le valió el reconocimiento espontáneo de sus contemporáneos. Con este espíritu, rechazó regionalismos demasiados restringidos y arcaísmos que ya habían caído en desuso. Como fuentes, citaremos el maestro Fabra cuando nos dice que:

«En la redacción del Diccionario se han tenido en frente un gran número de diccionarios catalanes y de otras lenguas (principalmente el de la Academia española, el de Hatzfeld y Darmesteter), los recopilatorios lexicográficos publicados (Diccionario Aguiló, Boletín de Dialectologia Catalana, etc.) y los existentes a las Oficinas lexicográficas (entre los cuales los elaborados por M. de Montoliu y Carles Orilla, y las cédulas de botánica de  Pius Font i Quer y Miquel de Garganta i Fàbrega); se han hecho numerosas consultas a especialistas, y, en los frecuentes casos en qué se ha vacilado sobre el sentido propio o la bondad de la definición de una palabra, se ha traído este a estudio de la Sección Filològica: se han tomado todas las precauciones por evitar definiciones inexactas».

El DGLC (o simplemente «Fabra», como popularmente se conocía) consiguió unificar la ortografía, depurar el léxico, fijar la gramática e introducir neologismos.